# NGC 3741
NGC 3741 é uma galáxia irregular (Im) localizada na direcção da constelação de Ursa Major. Possui uma declinação de +45° 17' 03" e uma ascensão recta de 11 horas, 36 minutos e 06,0 segundos.
A galáxia NGC 3741 foi descoberta em 19 de Março de 1828 por John Herschel.